# Mega Terra
Una mega Terra è un tipo di pianeta roccioso con una massa superiore a 10 masse terrestri, che viene generalmente considerato il limite superiore delle super Terre. Il termine venne coniato dopo che nel giugno del 2014 venne rivelato che Kepler-10 c, scoperto nel 2011 dal telescopio spaziale Kepler, avrebbe una massa paragonabile a quella di Nettuno, nonostante il raggio sia solo poco più del doppio di quello terrestre, il che comporterebbe una densità dell'esopianeta superiore anche a quella terrestre. Studi successivi con lo spettrometro HiRes hanno tuttavia rivelato che Kepler-10 c ha una massa solo 7,4 volte quella terrestre, e ha un'atmosfera ricca di elementi volativi come i giganti gassosi.
Altri pianeti potrebbero rientrare in questa categoria, come Kepler-131 b.

## Esempi di megaterre
Dopo la rivisitazione di Kepler-10 c si è scoperto che K2-56 b (o BD+20 594 b) è molto più simile alla definizione di mega-Terra, con una massa calcolata in 16 M⊕ e un raggio di 2,2 r⊕. Al momento della sua scoperta, avvenuta nel 2016, aveva la più alta probabilità di essere roccioso per un pianeta delle sue dimensioni, con una probabilità che fosse abbastanza denso da essere di tipo terrestre di circa 0,43. Per confronto, all'epoca la probabilità per Kepler-10 c era calcolata in 0,1 e 0,002 per Kepler-131 b.
Kepler-145 b è uno dei pianeti più massicci classificati come mega-Terre, con una massa di 37,1 M⊕ e un raggio di 2,65 r⊕, così grande che potrebbe appartenere a una sottocategoria di mega-Terre conosciute come pianeti terrestri supermassicci  (SMTP). Probabilmente ha una composizione simile alla Terra di roccia e ferro senza sostanze volatili. Una mega-Terra simile, K2-66 b, ha una massa di circa 21,3 M⊕ e un raggio di circa 2,49 quello della Terra, e orbita attorno a una stella subgigante. La sua composizione sembra essere principalmente rocciosa con un piccolo nucleo di ferro e un'atmosfera relativamente sottile.
Kepler-277 b e Kepler-277 c sono una coppia di pianeti in orbita attorno alla stessa stella, entrambi ritenuti mega-Terre con masse di circa 87,4 e 64,2 M⊕ e raggi di circa 2,92 e 3,36 r⊕, rispettivamente.